# Max Picard
Max Picard (* 5. Juni 1888 in Schopfheim; † 3. Oktober 1965 in Neggio bei Lugano) war ein Schweizer Arzt und Kulturphilosoph.

## Leben
Sein Urgrossvater war ein berühmter Rabbiner. Picard studierte in Freiburg im Breisgau, Berlin und München Medizin, hörte dabei aber auch philosophische Vorlesungen von Heinrich Rickert und Ernst Troeltsch. Er wurde Assistenzarzt in Heidelberg und anschliessend Arzt in München. 1918 gab er aufgrund des von ihm als mechanistisch empfundenen Medizinertums seine Tätigkeit als Arzt auf und liess sich als freier Schriftsteller im Tessin nieder, um schreiberisch diagnostisch und heilend tätig werden zu können. Im Jahre 1939 liess sich der gebürtige Jude katholisch taufen.
Picard verfasste Werke zur Kunsttheorie, Kulturphilosophie und Kulturkritik. Bekannt wurde er zunächst durch die Arbeiten, die die menschliche Physiognomie zum Thema hatten, und in denen er dichterisch das Mysterium des menschlichen Gesichts charakterisierte und deutete und in Beziehung zum tierischen Antlitz sowie zu historischen Menschenbildnissen setzte. In dem Werk Die unerschütterliche Ehe ging er auf die Institution der Ehe ein und verteidigte diese gegen modernen Subjektivismus. Aufsehen erregte sein Buch Hitler in uns selbst. Höchst kritisch stand Picard in seinem Werk nach dem Zweiten Weltkrieg besonders dem Grossstadtleben und den Massenmedien wie Radio und Fernsehen gegenüber, bei denen es keine Stille und kein Schweigen mehr gebe, auch die Psychoanalyse lehnte er ab. Er galt damit als unzeitgemässer und antimoderner, jedoch nicht reaktionärer Denker.
1952 erhielt er den Johann-Peter-Hebel-Preis. Zu den Personen, die sich mit Picards Werk auseinandersetzten oder ihn bewunderten, zählen Rainer Maria Rilke, Joseph Roth, André Gide, Gabriel Marcel, Hermann Hesse und Rudolf Kassner.
Der Schriftsteller Ernst Wiechert schrieb auf Anregung von Max Picard den zweiten Band „Jeromin-Kinder“, dann die Fortsetzung von „Wälder und Menschen“ sowie den Erinnerungsband „Jahre und Zeiten“, welcher in der Schweiz herauskam.

## Werke
- 1914 Der Bürger. Verlag der weissen Bücher, Leipzig
- 1916 Das Ende des Impressionismus. Piper, München
- 1917 Expressionistische Bauernmalerei. Delphin, München
- 1919 Mittelalterliche Holzfiguren. Rentsch, Erlenbach
- 1921 Der letzte Mensch. E.T.Tal & Co, Leipzig
- 1929 Das Menschengesicht. Delphin, München; 2. bis 6. Aufl. 1941ff Rentsch, Erlenbach
- 1933  Die Ungeborenen, Rundgespräch zwischen M. P., Otto Gmelin, Paul Alverdes, Fritz Künkel, Hermann Herrigel, Wilhelm Michel.
- 1934 Die Flucht vor Gott. Rentsch, Erlenbach
- 1937 Die Grenzen der Physiognomik. Rentsch, Erlenbach
- 1942 Die unerschütterliche Ehe. Rentsch, Erlenbach
- 1946 Hitler in uns selbst. Rentsch, Erlenbach
- 1948 Die Welt des Schweigens. Rentsch, Erlenbach
- 1951 Zerstörte und unzerstörbare Welt. Rentsch, Erlenbach
- 1953 Wort und Wortgeräusch. Furche, Hamburg
- 1953 Die Atomisierung in der modernen Kunst. Furche, Hamburg
- 1955 Der Mensch und das Wort. Rentsch, Erlenbach
- 1955 Ist Freiheit heute überhaupt möglich? Furche, Hamburg
- 1958 Die Atomisierung der Person. Furche, Hamburg
- 1961 Einbruch in die Kinderseele. Furche, Hamburg
- 1965 Fragmente. Aus dem Nachlass 1920–1965. Rentsch, Erlenbach
- 1967 Nacht und Tag. Rentsch, Erlenbach
- 1970 Briefe an den Freund Karl Pfleger. Rentsch, Erlenbach
- 1974 Das alte Haus in Schopfheim. Aus dem Nachlass. Rentsch, Erlenbach
- 1988 Wie der letzte Teller eines Akrobaten. Auswahl aus dem Werk, hrsg. von Manfred Bosch. Thorbecke, Sigmaringen
- 1989 Nach Santa Fosca. Tagebuch aus Italien. List, München (identisch mit 'Zerstörte und unzerstörbare Welt', 1951)

Ausserdem: Zeitschriftenbeiträge, Übersetzungen u. a.